# François Brunet
Pour les articles homonymes, voir Brunet.
François Brunet, né le 11 décembre 1960 à Paris et mort le 25 décembre 2018 à Lalleyriat (Ain), est un universitaire français et historien des images, spécialiste de l'histoire de la photographie.

## Biographie
Ancien élève de l'École normale supérieure (1979), François Brunet est agrégé de grammaire en 1982, ancien pensionnaire de la fondation Thiers de 1989 à 1992 ; docteur en histoire et civilisations : il soutient sa thèse en 1993 à l'École des hautes études en sciences sociales, il est habilité à diriger des recherches (Paris 7-Diderot, 2000) et membre senior de l'Institut universitaire de France de 2011 à 2016. Élu maître de conférences en littérature américaine à l'Université Paris 7 en 1994 puis professeur des universités en 2000 en art et littérature des Etats-Unis, il est directeur du Collège franco-britannique à la Cité internationale universitaire de Paris de 2010 à sa mort, et directeur du Laboratoire de recherches sur les cultures anglophones (LARCA UMR 8225) de 2014 à sa mort.
Il meurt le 25 décembre 2018 à l'âge de 58 ans, Lalleyriat dans l'Ain,.

## Publications (sélection)
- La collecte des vues : explorateurs et photographes en mission dans l'Ouest américain : 1839-1879, Paris, École des hautes études en sciences sociales, 1993, 2 vol. (édition de sa thèse)
- « Frémont et le daguerréotype : la photographie au service du mythe », Revue française d'études américaines, no 76, mars 1998, p. 28-43.
- La Naissance de l’idée de photographie, Paris, Presses universitaires de France (collection : Sciences, modernités, philosophies), 2000, 361 p.  (ISBN 2-13-050649-6)[8],[9] ; réédition en 2012.
- « “Et pourtant des choses mineures…” », Études photographiques, no 14,‎ janvier 2004 (lire en ligne ) : traduction et édition critique de l'article « Photography » publié anonymement par Elizabeth Eastlake en avril 1857 dans The Quarterly Review (no  202) où elle interroge la place des « œuvres de lumière » parmi les beaux-arts.
- « Théorie et politique des images. W. J. T. Mitchell et les études de visual culture », Études anglaises, no 58,‎ 2005, p. 82-93.
- La photographie : histoire et contre-histoire, Paris, PUF, 2017, 400 p.  (ISBN 978-2-13-065432-2)[10],[11].
- « Walker Evans, photographe vernaculaire ? », Métropolitiques,‎ 19 octobre 2017 (lire en ligne [PDF]).
- avec William B. Becker : L'héritage de Daguerre en Amérique : portraits photographiques, 1840-1900 de la collection Wm. B. Becker, Paris, Mare & Martin, 2013, 327 p.  (ISBN 979-10-92054-21-7).

- Direction d'ouvrages :
  - Agissements du rayon solaire : textes américains du XIXe siècle sur la photographie et les images : anthologie critique, Pau,  Presses universitaires Pau Aquitaine, coll. « Quad », 2010, 251 p.  (ISBN 2-35311-019-3).
  - L'Amérique des images : histoire et culture visuelles des États-Unis, Paris, Hazan et Université Paris-Diderot, 2013, 405 p.  (ISBN 978-2-7541-0641-2)[12].